# John Bruce Lockhart
Pour les articles homonymes, voir Lockhart.
John Macgregor Bruce Lockhart est un officier de renseignement du britannique, né le 9 mai 1914 à Rugby et mort le 7 mai 1995. 

## Carrière
Élevé dans différentes Public School, dont Rugby, où son père était Headmaster, il étudie le français et l'allemand à l'Université de St Andrews (1932/36). Entré au Secret Intelligence Service en 1942 durant la Seconde Guerre mondiale, il se spécialise d'abord sur le Moyen-Orient (Irak et Égypte), puis dirige à partir de 1944 les opérations du SIS en Italie en tant que chef de station du SIS à Rome ou chef de la section Italie au Contrôle "Europe". Il retourne sur le terrain, d'abord à Paris officiellement comme attaché militaire de l'ambassade britannique en 1945 puis en Allemagne en 1948. 
Il remplace Kim Philby comme chef de station à Washington officiellement en tant que premier secrétaire d'ambassade de 1951 à 1953, où il sera chargé de rétablir des relations de confiance avec la communauté du renseignement des États-Unis après la découverte de la trahison de ce dernier. Il sera ensuite contrôleur "Europe", "Moyen-Orient", "Afrique" et enfin directeur-adjoint du SIS. Il quitte le SIS en 1965.